# 戴維斯湖 (加利福尼亞州)
戴維斯湖（英語：Lake Davis）是位於美國加利福尼亞州普盧默斯縣的一個人口普查指定地區。

## 地理
戴維斯湖的座標為39°52′08″N 120°28′20″W / 39.86889°N 120.47222°W，而該地最高點為海拔高度1794米（即5886英尺）。

## 人口
根據2010年美國人口普查的數據，戴維斯湖的面積為13.942平方千米，當中陸地面積為13.930平方千米，而水域面積為0.012平方千米。當地共有人口45人，而人口密度為每平方千米3人。